# Пирмонт (замок, Нижняя Саксония)
Пирмонт (нем. Schloss Pyrmont) — вассершлосс (замок на воде), входивший в систему оборонительных сооружений крепости Пирмонт, построенной в XVI веке. Позднее цитадель превращена в резиденцию дворцового типа графских родов фон Шпигельберг и фон Вальдек-Пирмонт. Комплекс расположен в городе Бад-Пирмонт в земле Нижняя Саксония, Германия. Сохранившиеся сооружения созданы в XVIII веке. В настоящее время на территории замка находится музей.

## История

### XVI век
Граф Фридрих VI Фон Шпигельберг, будучи правителем графства Пирмонт решил построить сильную крепость с замком в одноимённой долине. У графа уже был опыт строительства укреплений. Ранее он усилил фортификационные сооружения замка Коппенбрюгге дополнительными стенами и мощными ронделями. Работы велись почти десять лет, в период между 1526 и 1536 годами. Цитадель крепости Пирмонт представляла собой почти идеальный прямоугольник, окружённый рвом шириной 40 метров. В толстых стенах находились казематы. Мощные угловые каменные бастионы напоминают традиции  итальянской фортификационной школы. В замок на острове можно было попасть только по деревянному мосту. Позднее его перестроили в постоянный, но разводной. Внутри замка возвели комплекс зданий. Первая графская резиденция находилась в юго-западной части.
После завершения строительных работ граф Фридрих VI, прежде проживавший в расположенном неподалёку городе Люгде, в 1536 году сделал замок Пирмонт своей главной резиденцией. Позже здание первоначального дворца стало боковым крылом более крупного комплекса. Новый дворец построил в 1557 году в стиле Везерского ренессанса Филипп фон Шпигельберг, сын Фридриха VI. Считается, что это было трёхэтажное здание с тремя фронтонами, аналогичное замку Хэмельшенбург. Кроме того, была возведена специальная башня для хранения семейного архива и других документов. Сам Филипп умер до того, как завершилось строительство ренессансного замка. Работы закончились при Германе Симоне фон Липпе, который был мужем сестры Филиппа фон Шпигельберга. Некоторое время замок стал прибежищем для семей графов фон Липпе и фон Гляйхен.

### XVII век

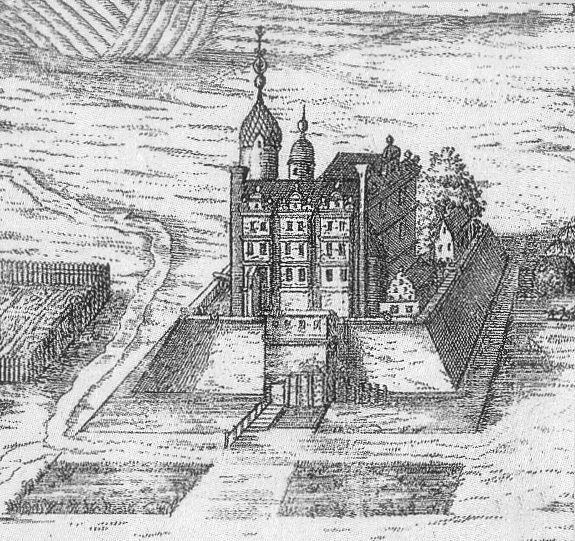
Замок на рисунке 1698 года

В 1625 году граф Ганс Людвиг фон Гляйхен передал графство Пирмонт во владение графам Вальдекским.
Во время Тридцатилетней войны вновь возродился старинный конфликт между Падерборнским княжеством-епископством и графами Вальдек. По инициативе падерборнской епархии войска Католической лиги под командованием Готфрида Паппенгейма в 1629 году осадили Пирмонт. Гарнизон из 400 человек сдался через десять месяцев.
В 1633 году крепость захватили шведские войска, воевавшие на стороне протестантских князей, а в 1636 году Пирмонт вновь оказался в руках императорской армии. Однако в 1646 году шведы во второй раз захватили Пирмонт и через три года передали его законным владельцам графам фон Вальдек.
После продолжительных военных действий замок лежал в руинах. Графы фон Вальдек произвели восстановительные работы и сделали Пирмонт своей летней резиденцией. О былой роскоши внутреннего убранства речь уже не шла. В последующие десятилетия замку не уделяли должного внимания и он постепенно стал приходить в упадок.

### XVIII
Граф Антон Ульрих фон Вальдек-Пюрмонт стал регентом-правителем наследственных владений в 1706 году. Вскоре он приказал архитектору Герману Корбу возвести новый дворец в стиле барокко на месте прежнего замка.
Роскошная резиденция была построена между 1706 и 1710 годами. Основанием послужил цокольный этаж прежнего сооружения. Уже в 1721 году архитектор Юлиус Людвиг Ротвайль расширил дворец. Помимо прочего внутри комплекса построили комендантский дом, два жилых здания для гостей и хозяйственные постройки. Внешние укрепления основательно отремонтировали и реконструировали с учётом новых фортификационных правил. Кроме того, в стиле барокко были перепланированы и замковые сады.
Новая реконструкция последовала в 1765 году. Руководил работами Франц Фридрих Ротвайль.

### XIX век
Между 1852 и 1855 годами было построено ещё несколько зданий. С той поры замок остаётся практически в неизменном виде.

### XX век

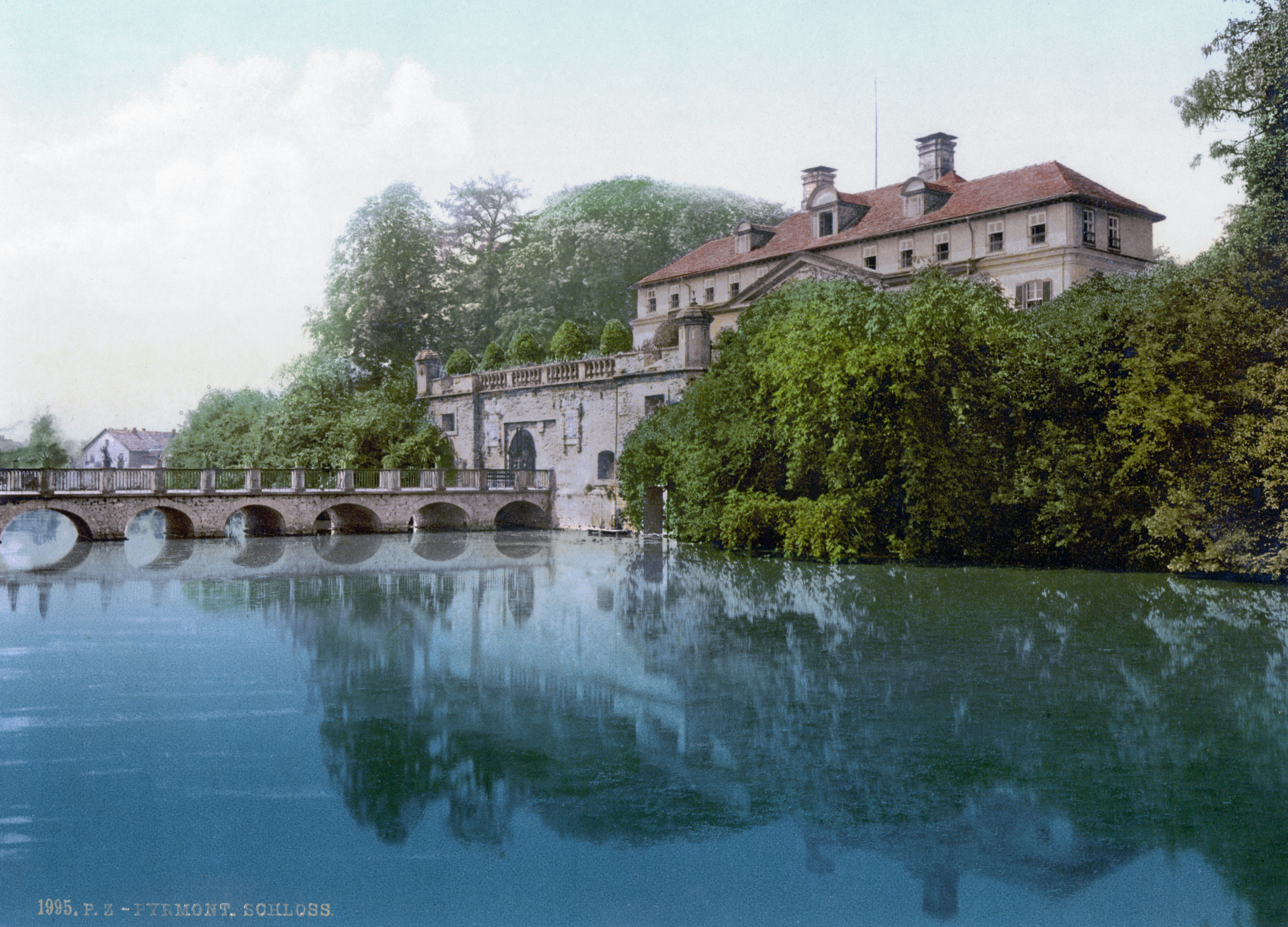
Замок Пирмонт на фотографии 1900 года

Во время Второй мировой войны в замке располагался военный госпиталь. Это было связано в том числе и с тем, что город Бад-Пирмонт стал крупным центром лечения и реабилитации раненных военнослужащих.
После завершения войны в замке до 1948 года располагался Британский Красный Крест.
В 1956 году власти земли Нижняя Саксония приобрели замок и окружающие его земли у представителей княжеского рода цу Вальдек унд Пирмонт. Первый этап реконструкции проходил в период с 1960 по 1962 год. Реставрационное работы продолжились в 1978 году.
В период с 1984 по 1987 год замок и внешние укрепления были отремонтированы архитектором Карлом-Хайнцем Лореем. Внутри сначала разместился центр повышения квалификации работников различных отраслей, а затем в нескольких помещениях появилась музейная экспозиция, посвящённая истории города и замка.

## Современное использование
В 2015 году началась масштабная реконструкция замка. С тех пор Пирмонт превращён в крупный музейный комплекс с постоянными и временными экспозициями. Также здесь регулярно проводятся специальные выставки в исторических парадных залах первого этажа. Дворцовый комплекс также используется для проведения различных статусных мероприятий. В бывшем комендантском доме работают кафе и пивной бар.

## Галерея

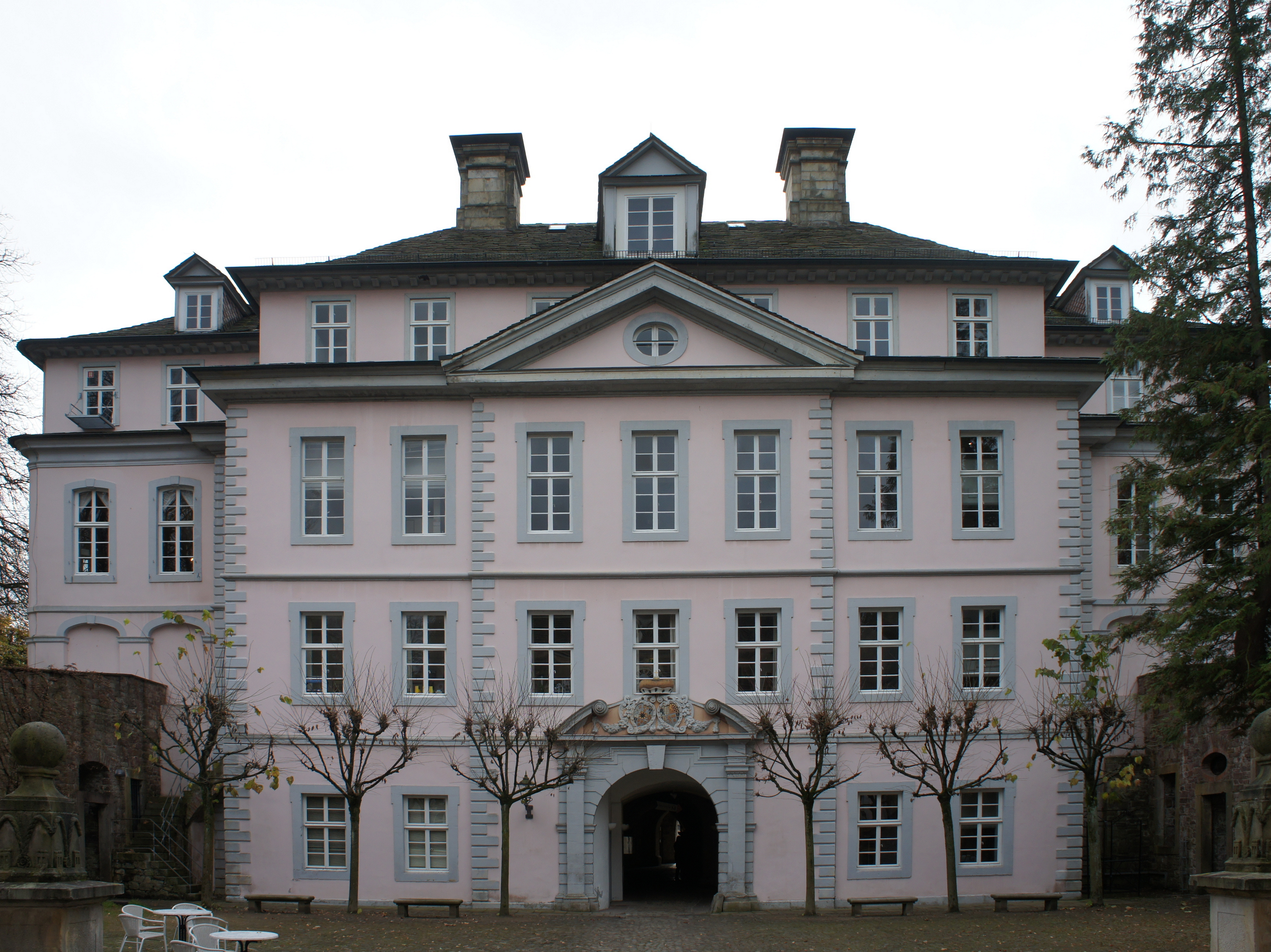
Дворовый фасад
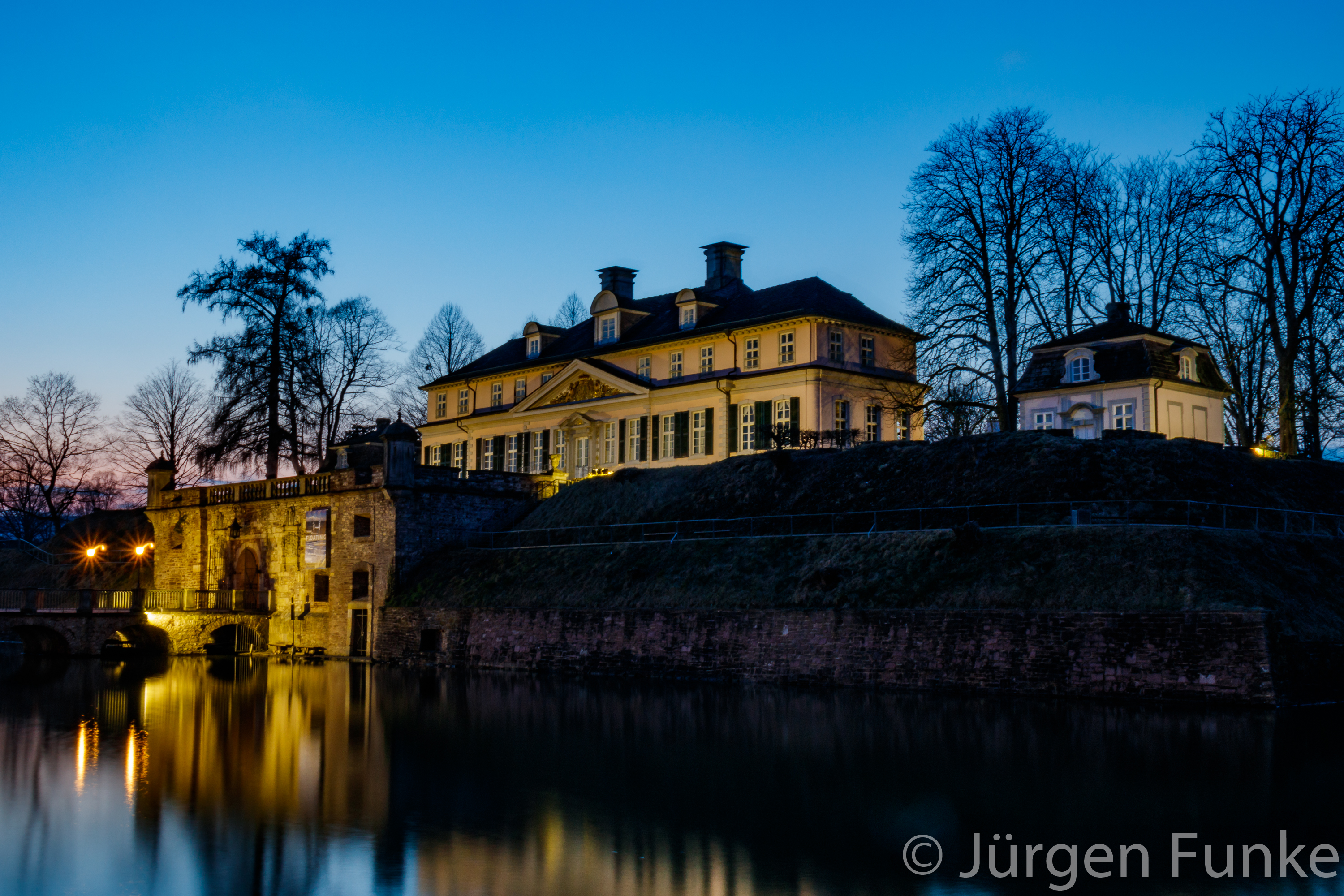
Вид замка в ночное время
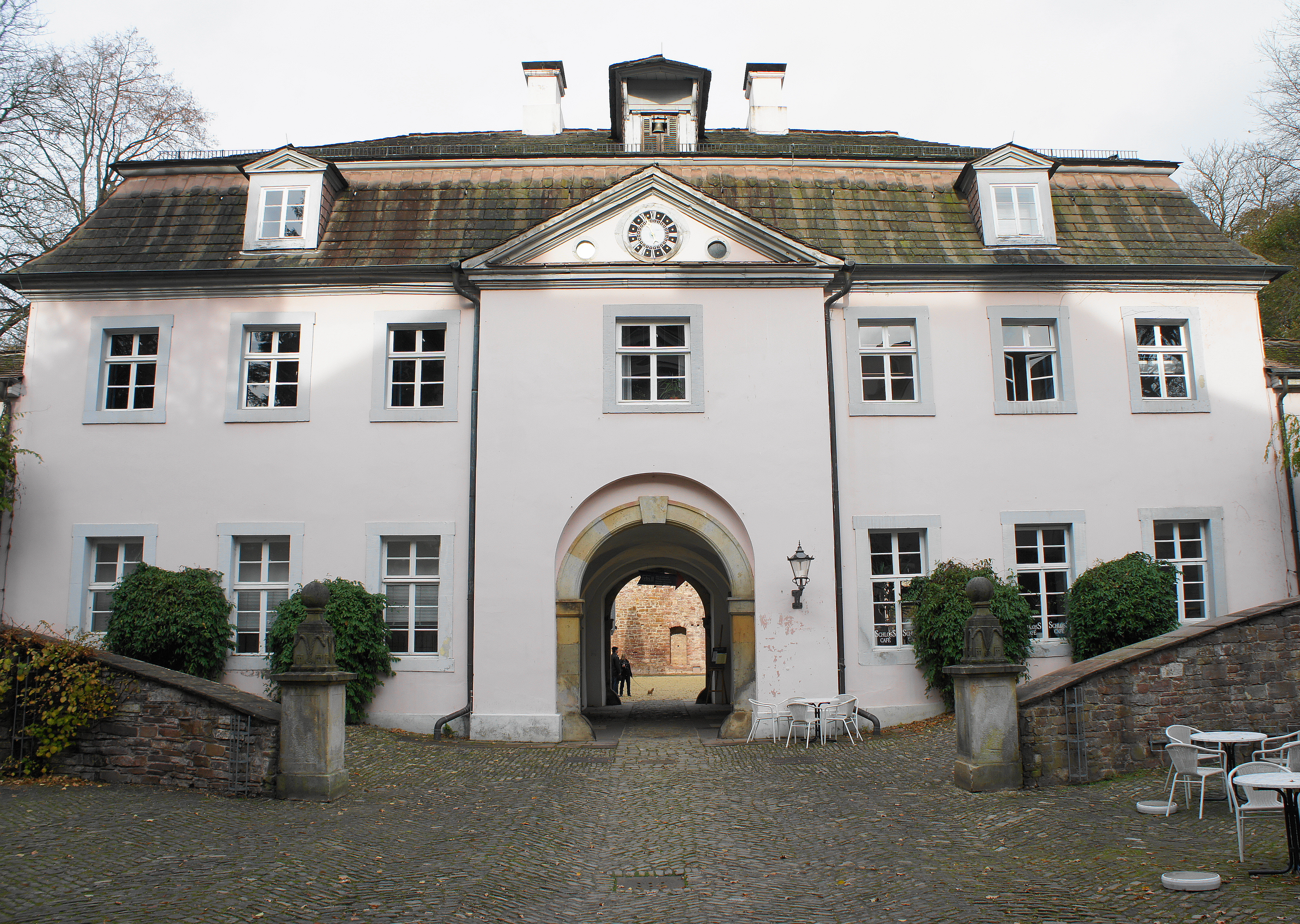
Комендантский дом
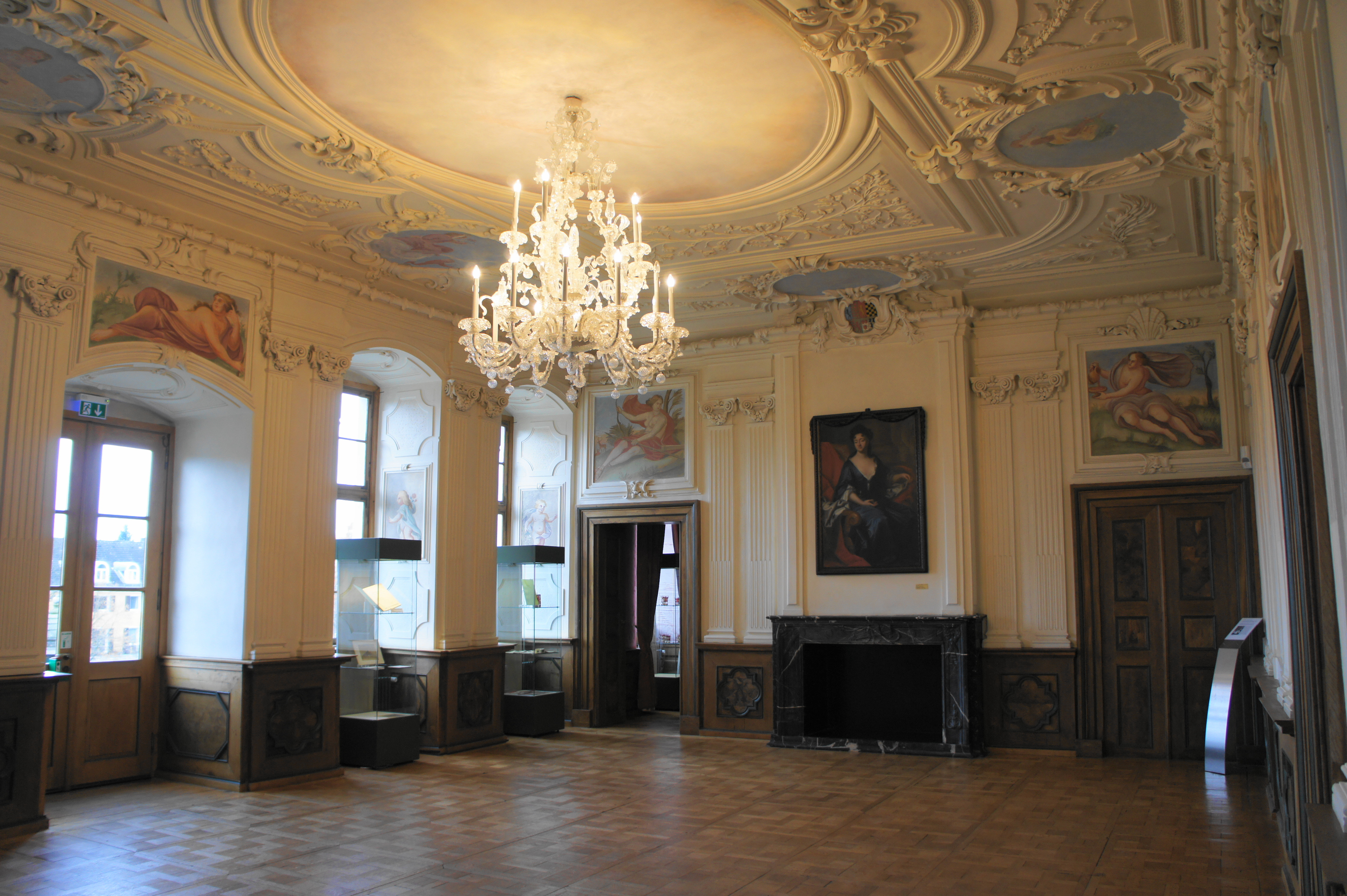
Один из парадных залов
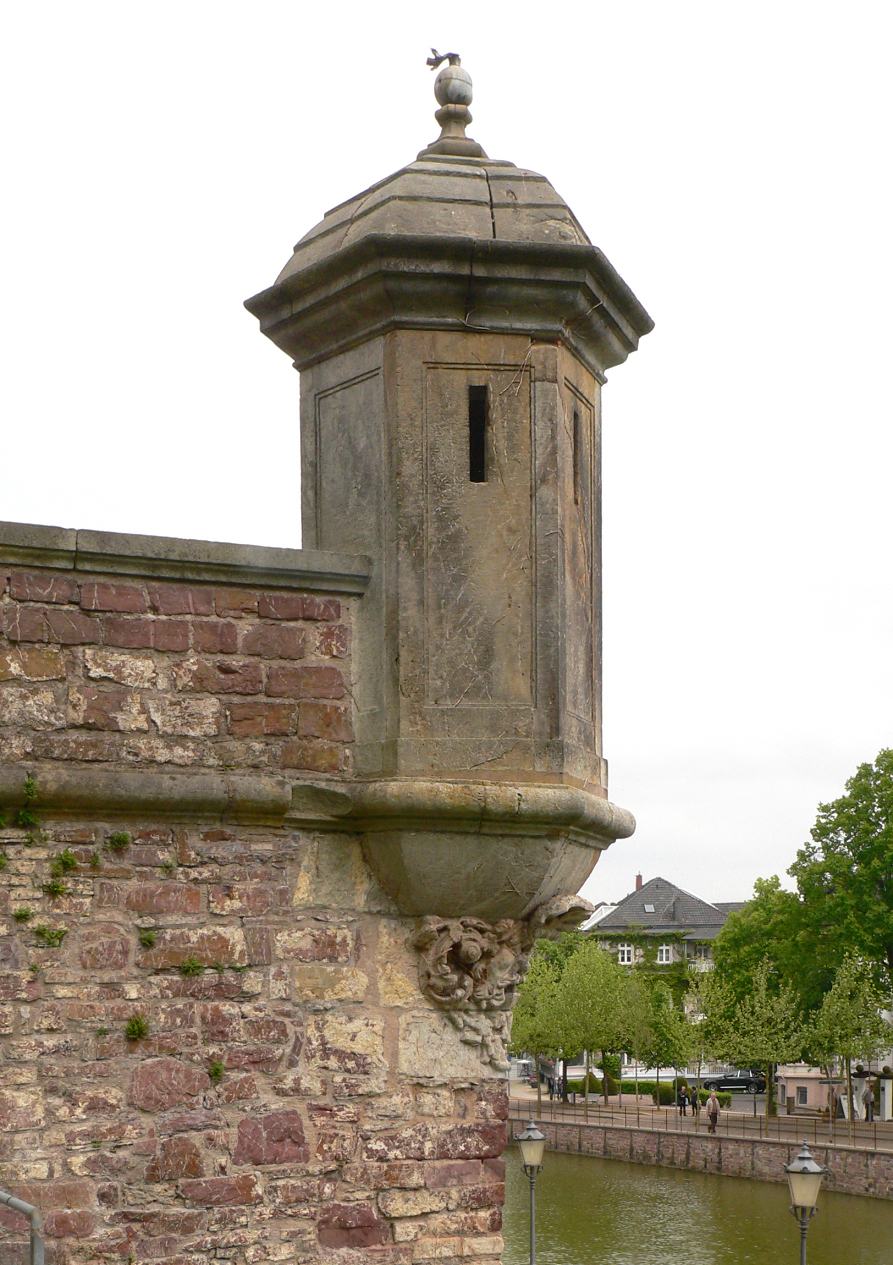
Бартизана (угловая башня) замка